# Suphachai Phuthong
Suphachai Phuthong (thailändisch ศุภชัย ภู่ทอง; * 23. März 2000 in Ranong) ist ein thailändischer Fußballspieler.

## Karriere
Suphachai Phuthong steht seit Anfang 2020 bei Ranong United FC unter Vertrag. Wo er vorher gespielt hat, ist unbekannt. Der Verein aus Ranong spielt in der zweiten thailändischen Liga, der Thai League 2. Sein Debüt in der zweiten Liga gab er am vierten Spieltag (1. März 2020) im Spiel gegen den Samut Sakhon FC. Hier wurde er in der 82. Minute für Robin Holm eingewechselt. Für Ranong bestritt er 35 Ligaspiele. Nach der Saison 2021/22 wurde sein Vertrag nicht verlängert. Von Juni 2022 bis Dezember 2022 war er vertrags- und vereinslos. Im Januar 2023 zog es ihn bis Saisonenende nach Spanien. Hier schloss er sich in San Sebastián de los Reyes dem Drittligisten UD San Sebastián de los Reyes an. Bei dem Drittligisten kam er in der zweiten Mannschaft zum Einsatz. Im Sommer 2023 kehrte er nach Thailand zurück. Hier nahm ihn der Zweitligist Chiangmai FC unter Vertrag. Am Ende der Saison 2023/24 belegte er mit dem Klub den vierten Tabellenplatz und qualifizierte sich somit für die Aufstiegsspiele zur ersten Liga. Hier konnte man sich jedoch nicht durchsetzen. Im Sommer 2024 wurde dem Chiangmai FC die Lizenz für die zweite Liga verweigert. Zu Beginn der Saison 2024/25 unterschrieb er im Sommer einen Vertrag beim Drittligisten North Bangkok University FC. Mit dem Verein aus Pathum Thani spielte er zweimal in der Central Region der Liga. Im Januar 2025 schloss er sich dem in der Western Region spielenden Raj-Pracha FC an.